# Jaroslav Kantůrek
Jaroslav Kantůrek (* 17. srpna 1953 Poděbrady), je bývalý československý basketbalista a trenér, účastník Olympijských her 1976 a Mistrovství Evropy 1975. Je zařazen na čestné listině mistrů sportu.
První ligovou sezónu 1971-1972 hrál za Slavii VŠ Praha, s níž získal titul mistra Československa. Další jeho basketbalová ligová kariéra je spojena s klubem RH Pardubice, kde byl kapitánem týmu a hrál čtrnáct sezón až do roku 1987. V československé basketbalové lize odehrál celkem 15 sezón (1971-1987), dvakrát byl mistrem Československa, dvakrát vicemistrem a má jedno třetí místo. V historické střelecké tabulce basketbalové ligy Československa (od sezóny 1962/63 do 1992/93) je na 37. místě s počtem 4376 bodů.  
S týmem klubu se zúčastnil 3 ročníků evropských klubových pohárů v basketbale, se Slavia VŠ Praha Poháru evropských mistrů 1972 s účastí ve čtvrtfinálové skupině, s RH Pardubice FIBA Poháru vítězů národních pohárů 1984 s účastí ve čtvrtfinálové skupině a Poháru evropských mistrů 1985, kde byli vyřazeni v 1. kole od tureckého Efes Pilsen SK Istanbul.
S reprezentačním družstvem Československa se zúčastnil Olympijských her 1976 v Montrealu (6. místo), když před OH v kvalifikaci v Hamiltonu, Kanada s reprezentačním týmem si vybojoval účast na Olympijských hrách. Startoval na Mistrovství Evropy mužů - 1975 v Bělehradě (6. místo). Za reprezentační družstvo Československa v letech 1973-1976 odehrál 83 zápasů.
Po skončení hráčské kariéry tři roky byl asistentem trenéra ligového týmu Jana Skokana a v následných dvou sezónách trenérem ligového týmu RH Pardubice. V dalších sezónách působil jako trenér v Chomutově, Žďáru nad Sázavou a BK Sadská. V roce 2008 hrál na ME veteránů do 60 let v Itálii, kde česká reprezentace získala stříbrné medaile.

## Hráčská kariéra

### Hráč klubů
- 1971-1972 Slavia VŠ Praha: mistr Československa (1972)
- 1972-1977 RH Pardubice: vicemistr (1974), 5. místo (1975), 6. místo (1973), 9. místo (1976), 11. místo (1977)
- 1978-1987 RH Pardubice: mistr Československa (1984), vicemistr (1983), 3. místo (1985), 4. místo (1981, 1986), 5. místo (1982), 6. místo (1979), 8. místo (1980), 10. místo (1987)
- V československé basketbalové lize celkem 15 sezón, 4376 bodů (37. místo) a 5 medailových umístění.
  - 2x mistr Československa (1972, 1984), 2x vicemistr (1974, 1983), 3. místo (1985)

Evropské poháry klubů
- Pohár evropských mistrů -
  - Slavia VŠ Praha - 1972 (čtvrtfinálová skupina)
  - RH Pardubice - 1985 (1. kolo, Efes Pilsen SK Istanbul, Turecko]
- Pohár vítězů pohárů - RH Pardubice - 1984 (čtvrtfinálová skupina)

### Československo
- Za reprezentační družstvo Československa v letech 1973-1976 hrál celkem 83 zápasů, z toho na světových a evropských soutěžích 16, v nichž zaznamenal 33 bodů
- Předolympijská kvalifikace - 1976 Hamilton, Kanada (9 bodů /5 zápasů) 2. místo a postup na OH
- Olympijské hry - 1976 Montréal (11 bodů /6 zápasů) 6. místo
- Mistrovství Evropy mužů - 1975 Bělehrad (13 bodů /5 zápasů) 6. místo

## Trenér
- 1987-1992 RH Pardubice - 3 sezóny asistent trenéra, 2 sezóny trenér (1991 - 6. místo, 1992 - 9. místo)
- Chomutov, Žďár nad Sázavou, BK Sadská (do 2005), Tesla Pardubice